# Férfi kétpárevezős a 2012. évi nyári olimpiai játékokon
A 2012. évi nyári olimpiai játékokon az evezés férfi kétpárevezős versenyszámát július 28. és augusztus 2. között rendezték Eton Dorney-ben. A versenyt a Nathan Cohen, Joseph Sullivan összeállítású új-zélandi hajó nyerte az olasz és a szlovén egység előtt.

## Versenynaptár
Az időpontok helyi idő szerint, zárójelben magyar idő szerint olvashatóak.
| Dátum                         | Időpont       | Forduló       |
| ----------------------------- | ------------- | ------------- |
| 2012. július 28., szombat     | 10:30 (10:30) | Előfutamok    |
| 2012. július 39., vasárnap    | 9:30 (10:30)  | Reményfutamok |
| 2012. július 31., kedd        | 12:20 (13:20) | Elődöntők     |
| 2012. augusztus 2., csütörtök | 9:50 (10:50)  | Döntő         |

## Rekordok
A verseny előtt a következő rekordok voltak érvényben:
| Világrekord     | Jean-Baptiste Macquet, Adrien Hardy (FRA) | 06:03,25 | Poznań, Lengyelország | 2006. június 15.   |
| Olimpiai rekord | Rossano Galtrossa, Alessio Sartori (ITA)  | 06:11,49 | Athén, Görögország    | 2004. augusztus 8. |

A versenyen új rekord született (a harmadik előfutamban):
| Olimpiai rekord | Nathan Cohen, Joseph Sullivan (NZL) | 06:11,30 | London, Egyesült Királyság | 2012. július 28. |

## Eredmények
Az idők másodpercben értendők. A rövidítések jelentése a következő:
- QS: Elődöntőbe jutás helyezés alapján.
- QA: Az A-döntőbe jutás helyezés alapján
- QB: A B-döntőbe jutás helyezés alapján

### Előfutamok
Három előfutamot rendeztek, öt, valamint négy-négy résztvevővel. Az első három helyezett automatikusan bejutott az elődöntőbe, a többiek reményfutamba kerültek.
| Helyezés | Nemzet                                               | Idő      | Mj       |
| 1. futam | 1. futam                                             | 1. futam | 1. futam |
| -------- | ---------------------------------------------------- | -------- | -------- |
| 1.       | Németország (GER) · Eric Knittel, Stephan Krueger    | 6:17,74  | QS       |
| 2.       | Litvánia (LTU) · Rolandas Mascinskas, Saulius Ritter | 6:17,78  | QS       |
| 2.       | Szlovénia (SLO) · Luka Špik, Iztok Čop               | 6:17,78  | QS       |
| 4.       | Ausztrália (AUS) · David Crawshay, Scott Brennan     | 6:21,25  |          |
| 5.       | Kanada (CAN) · Michael Bratihwaite, Kevin Kowalyk    | 6:34,11  |          |
| 2. futam |                                                      |          |          |
| 1.       | Norvégia (NOR) · Nils Jakob Hoff, Kjetil Borch       | 6:16,31  | QS       |
| 2.       | Olaszország (ITA) · Alessio Sartori, Romano Battisti | 6:18,50  | QS       |
| 3.       | Franciaország (FRA) · Julien Bahain, Cedric Berrest  | 6:19,61  | QS       |
| 4.       | Ukrajna (UKR) · Mikhaj Gyimitro, Artem Morozov       | 6:49,70  |          |
| 3. futam |                                                      |          |          |
| 1.       | Új-Zéland (NZL) · Nathan Cohen, Joseph Sullivan      | 6:11,30  | QS       |
| 2.       | Nagy-Britannia (GBR) · Bill Lucas, Sam Townsend      | 6:11,94  | QS       |
| 3.       | Argentína (ARG) · Ariel Suarez, Christian Rosso      | 6:13,68  | QS       |
| 4.       | Észtország (EST) · Juri-Mikk Udam, Geir Suursild     | 6:33,88  |          |

### Reményfutam
Egy reményfutamot rendeztek, négy résztvevővel. Az első három helyezett bejutott az elődöntőbe, a negyedik kiesett.
| Helyezés | Nemzet                                            | Idő      | Mj       |
| 1. futam | 1. futam                                          | 1. futam | 1. futam |
| -------- | ------------------------------------------------- | -------- | -------- |
| 1.       | Ausztrália (AUS) · David Crawshay, Scott Brennan  | 6:25,36  | QS       |
| 2.       | Ukrajna (UKR) · Mikhaj Gyimitro, Artem Morozov    | 6:30,19  | QS       |
| 3.       | Kanada (CAN) · Michael Bratihwaite, Kevin Kowalyk | 6:30,74  | QS       |
| 4.       | Észtország (EST) · Juri-Mikk Udam, Geir Suursild  | 6:38,50  |          |

### Elődöntők
Két elődöntőt rendeztek, hat-hat részvevővel. Az első három helyezett bejutott az A-döntőbe, a többiek a B-döntőbe kerültek.
| Helyezés | Nemzet                                               | Idő      | Mj       |
| 1. futam | 1. futam                                             | 1. futam | 1. futam |
| -------- | ---------------------------------------------------- | -------- | -------- |
| 1.       | Argentína (ARG) · Ariel Suarez, Christian Rosso      | 6:19,40  | QA       |
| 2.       | Új-Zéland (NZL) · Nathan Cohen, Joseph Sullivan      | 6:19,79  | QA       |
| 3.       | Olaszország (ITA) · Alessio Sartori, Romano Battisti | 6:20,68  | QA       |
| 4.       | Németország (GER) · Eric Knittel, Stephan Krueger    | 6:22,54  | QB       |
| 5.       | Ausztrália (AUS) · David Crawshay, Scott Brennan     | 6:23,47  | QB       |
| 6.       | Ukrajna (UKR) · Mikhaj Gyimitro, Artem Morozov       | 6:36,52  | QB       |

| Helyezés | Nemzet                                               | Idő      | Mj       |
| 2. futam | 2. futam                                             | 2. futam | 2. futam |
| -------- | ---------------------------------------------------- | -------- | -------- |
| 1.       | Szlovénia (SLO) · Luka Špik, Iztok Čop               | 6:19,97  | QA       |
| 2.       | Litvánia (LTU) · Rolandas Mascinskas, Saulius Ritter | 6:21,62  | QA       |
| 3.       | Nagy-Britannia (GBR) · Bill Lucas, Sam Townsend      | 6:22,47  | QA       |
| 4.       | Norvégia (NOR) · Nils Jakob Hoff, Kjetil Borch       | 6:22,88  | QB       |
| 5.       | Franciaország (FRA) · Julien Bahain, Cedric Berrest  | 6:29,61  | QB       |
| 6.       | Észtország (EST) · Juri-Mikk Udam, Geir Suursild     | 6:38,94  | QB       |

### Döntők

#### B-döntő
A B-döntőt hat egységgel rendezték, az elődöntők 4–6. helyezettjeivel.
| Helyezés (Összesített) | Nemzet                                              | Idő     |
| ---------------------- | --------------------------------------------------- | ------- |
| 1. (7.)                | Norvégia (NOR) · Nils Jakob Hoff, Kjetil Borch      | 6:20.82 |
| 2. (8.)                | Ausztrália (AUS) · David Crawshay, Scott Brennan    | 6:22.19 |
| 3. (9.)                | Németország (GER) · Eric Knittel, Stephan Krueger   | 6:23.36 |
| 4. (10.)               | Franciaország (FRA) · Julien Bahain, Cedric Berrest | 6:26.44 |
| 5. (11.)               | Ukrajna (UKR) · Mikhaj Gyimitro, Artem Morozov      | 6:31.51 |
| 6. (12.)               | Kanada (CAN) · Michael Bratihwaite, Kevin Kowalyk   | 6:32.61 |

#### A-döntő
Az A-döntőt hat egységgel rendezték, az elődöntők 1–3. helyezettjeivel.
| Helyezés | Nemzet                                               | Idő     |
| -------- | ---------------------------------------------------- | ------- |
| Arany    | Új-Zéland (NZL) · Nathan Cohen, Joseph Sullivan      | 6:31,67 |
| Ezüst    | Olaszország (ITA) · Alessio Sartori, Romano Battisti | 6:32,80 |
| Bronz    | Szlovénia (SLO) · Luka Špik, Iztok Čop               | 6:34,35 |
| 4.       | Argentína (ARG) · Ariel Suarez, Christian Rosso      | 6:36,36 |
| 5.       | Nagy-Britannia (GBR) · Bill Lucas, Sam Townsend      | 6:40,54 |
| 6.       | Litvánia (LTU) · Rolandas Mascinskas, Saulius Ritter | 6:42,96 |